# Rory Kockott
Rory Kockott (nacido en East London el 25 de junio de 1986) es un jugador de rugby francés de origen sudafricano que juega de medio de melé para la selección de rugby de Francia y, actualmente (2024) para el club Stade Français Paris

## Carrera

### Clubes
Kockott acudió al Selborne College. Jugó en Sudáfrica durante cinco años. Comenzó en 2006 jugando para los Sharks en la competición de Super Rugby, temporada de 2006. Más tarde, ese mismo año, jugó en la 2006 Currie Cup Premier Division para los Golden Lions, pero fue algo breve, firmando con su provincia del Super Rugby, Natal Sharks para el año siguiente. En la temporada Super 14 2007, tuvo más titularidades y los Sharks acabaron los primeros de la tabla en la temporada regular. También jugó la temporada Super 14 2008, saliendo de titular en los 12 partidos que jugó.
Para la temporada de Super 14 2010, firmó con los Lions después de no poder jugar en muchos de los partidos de los Sharks la temporada anterior. Los Lions terminaron en la parte baja de la tabla en 2011, lo que motivó a Kockott para trasladarse a otro equipo.
En 2011 firmó con Castres Olympique. En su temporada de debut en Francia, ayudó a Castres a llegar a semifinales, pero perdió frente a Toulouse 24–15. Salió de titular casi en todos los partidos del Top 14 en la temporada 2012–13, que terminó en victoria en el campeonato para Castres. Kockott anotó 13 de los 19 puntos logrados en la final, lo que le valió ser considerado "hombre del partido". También acabó como máximo anotador con 376 puntos, y fue escogido como "jugador del torneo".. En 2018 se proclama nuevamente campeón del Top 14 al vencer contra pronóstico a Montpellier por 29-13

### Internacional
Los medios creyeron que los Springboks lo echarían en falta, en caso de no seleccionar a Kockott antes de que se convirtiera en elegible para Francia en agosto de 2014. Incluso el anterior entrenador sudafricano Nick Mallett urgió a Kockott para que requiriera a Meyer sobre la posibilidad de jugar con los Springboks. En agosto de 2014, Heyneke Meyer descartó a Kockott de la selección Springbok después de que se lesionara el medio de melé titular, Fourie du Preez.
Después de residir tres años en Francia, y después de tres años de jugar en plena forma, fue seleccionado para jugar con los Bleus para los internacionales de noviembre de 2014. El 8 de noviembre de 2014 debutó, saliendo del banquillo, en una victoria 40–15 sobre Fiyi. Debutó el 7 de febrero en el Torneo de las Seis Naciones 2015 contra Escocia. Francia ganó 15–8.
Seleccionado por Francia para jugar la Copa Mundial de Rugby de 2015, en el partido contra la selección de rugby de Rumania, que terminó con victoria francesa 38-11, Kockott anotó logrando dos transformaciones de ensayo.